# Манаселска-Река
Манаселска-Река (болг. Манаселска река) — село в Болгарии. Находится в Софийской области, входит в общину Правец. Население составляет 112 человек (2022).

## Политическая ситуация
В местном кметстве Манаселска-Река, в состав которого входит Манаселска-Река, должность кмета (старосты) исполняет Марин  Петков Филев (Болгарская социалистическая партия (БСП)) по результатам выборов правления кметства.
Кмет (мэр) общины Правец — Красимир Василев Живков (Красимир Василев Живков) по результатам выборов в правление общины.